# کروزبی، میسیسیپی
کرزبی (به انگلیسی: Crosby) شهرکی در ایالت میسیسیپی کشور ایالات متحده آمریکا است که جمعیت آن در سرشماری سال ۲۰۱۰ میلادی، ۳۱۸
نفر بوده‌است.